# Luigi Del Moro

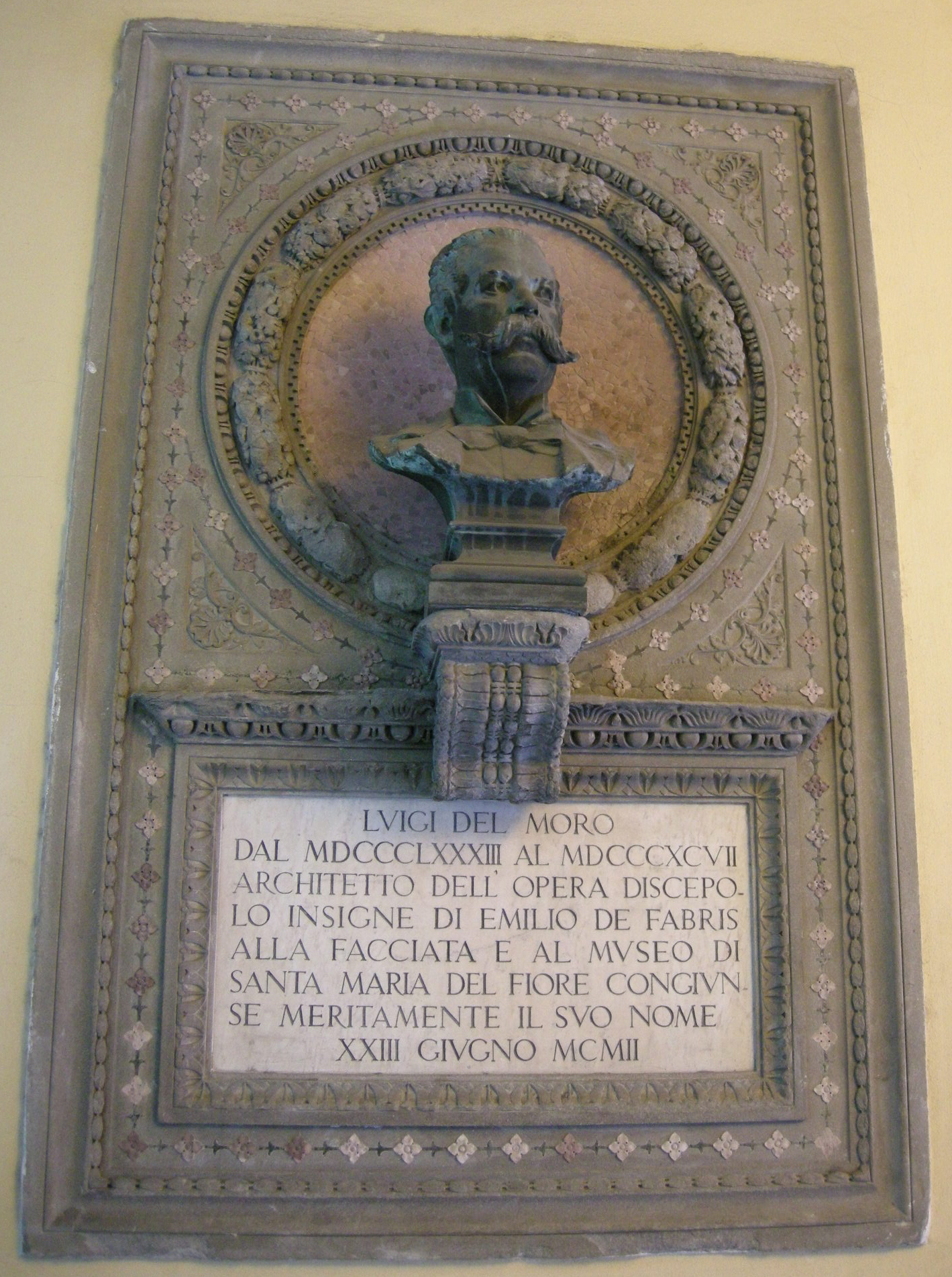
Busto di Luigi Del Moro presso il Museo dell'Opera del Duomo di Firenze

Luigi Del Moro (Livorno, 25 agosto 1845 – Firenze, 23 giugno 1897) è stato un architetto italiano.

## Biografia

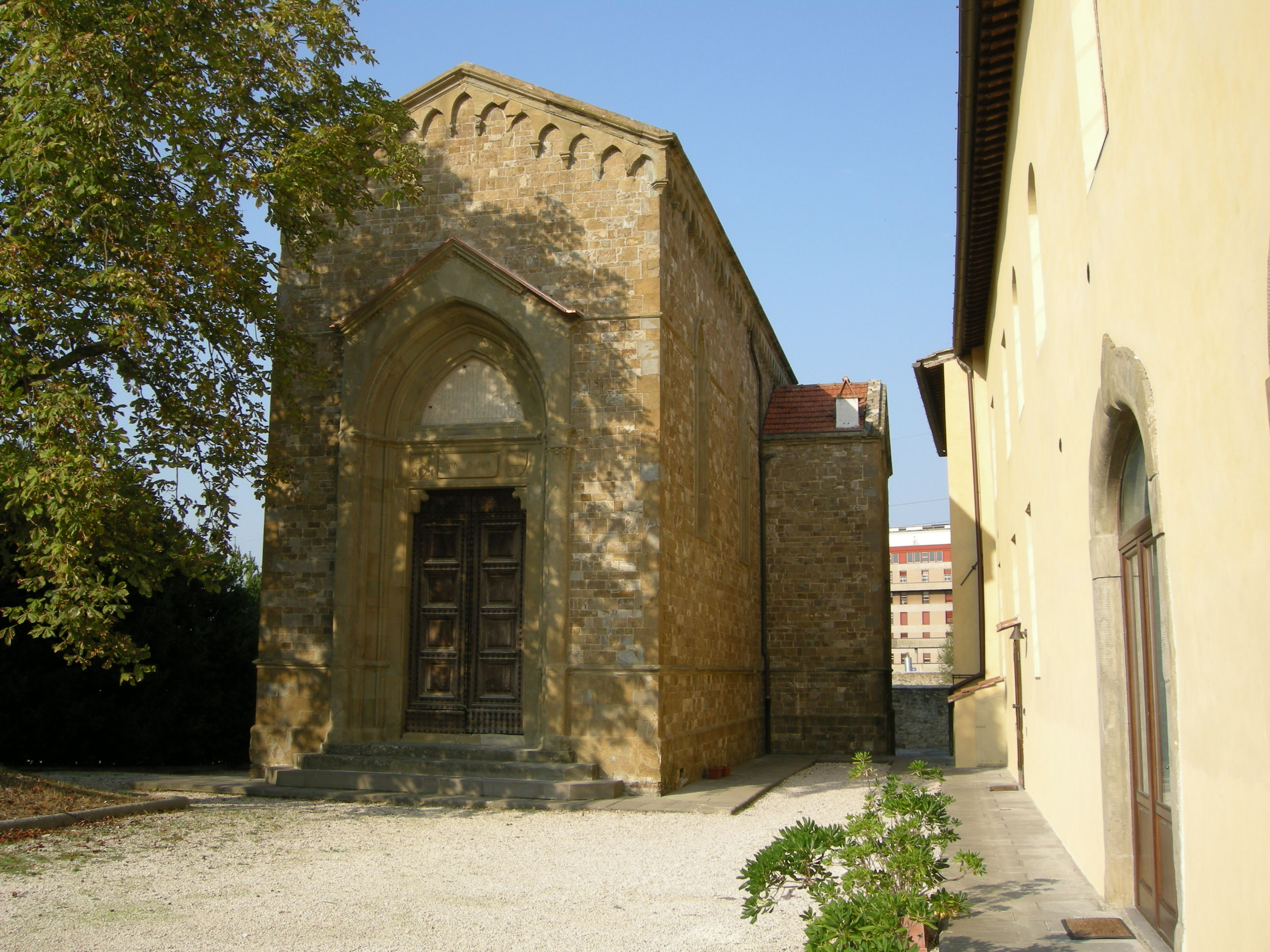
Cappella neogotica di villa Torre Galli, presso Firenze

Nato nella centralissima piazza d'Armi di Livorno, nella città natale fu allievo di Ferdinando Magagnini e successivamente di Gaetano Gherardi.
Giovanissimo, nel 1863 si cimentò nei primi lavori, tra cui si ricorda la progettazione del villino Vallebona, in corso Umberto (ora corso Mazzini), sempre a Livorno.
Dal 1864 studiò all'Accademia di belle arti di Firenze, dove si formò sotto la guida di Emilio De Fabris, il quale successivamente lo volle come assistente nel cantiere della facciata della cattedrale di Santa Maria del Fiore.
Nel 1874 realizzò una cappella neogotica per la villa di Torre Galli, nei pressi di Firenze, quindi lavorò all'ampliamento, ancora in stile neogotico, del cimitero di Città di Castello.
In seguito progettò una villa a Santa Margherita Ligure e la cappella di Giacomo De Witt nel cimitero delle Porte Sante, rifacendosi rispettivamente architettura rinascimentale del Cinquecento e del Quattrocento.
Fino al decennio successivo fu attivo in numerosi cantieri, tra i quali si ricordano la sistemazione della tomba di Vittorio Emanuele II nel Pantheon di Roma, la cappella Farinda nel cimitero di Soffiano, quella Ridolfi-Firidolfi nel cimitero delle Porte Sante e quella di Girolamo Costa nel cimitero della Misericordia di Livorno.
Alla morte di De Fabris, nel 1883, Del Moro subentrò alla direzione del cantiere per la facciata di Santa Maria del Fiore, portando a compimento l'opera nel 1887. La nomina ad "Architetto dell'Opera di Santa Maria del Fiore" permise al Nostro di occupandosi di tutti i monumenti gestiti dall'Opera del Duomo di Firenze. In questo contesto attuò l'idea, già avanzata da De Fabris, di dare una sistemazione definitiva alla Cantoria di Donatello e a quella di Luca della Robbia, che giacevano da tempo immagazzinate presso gli Uffizi.
Fu anche architetto di Santa Croce, ove eseguì la riapertura del portico situato sul fianco settentrionale della chiesa. Inoltre seguì il restauro della Cappella Pazzi e completò il grande cortile antistante per mettere la cappella in diretta comunicazione con la piazza.
Negli anni ottanta fu membro della commissione per l'esame dei progetti di riduzione e di nuova costruzione dei fabbricati nel centro di Firenze; fece parte anche della commissione incaricata di valutare le proposte di ricostruzione di piazza delle Repubblica.

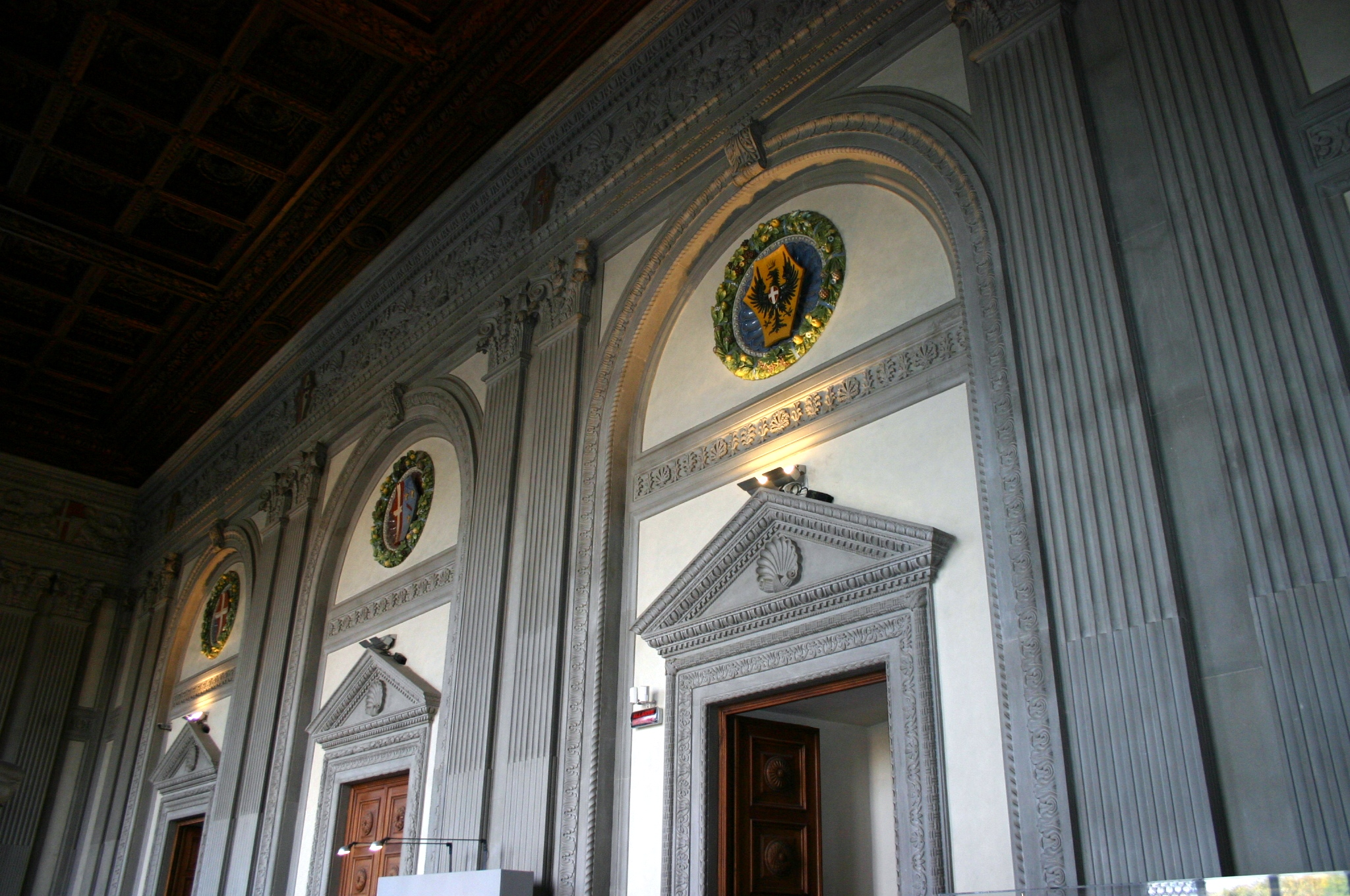
Sala della Tazza in Palazzo Pitti

Supervisionò numerosi restauri in diverse città toscane; ad esempio i lavori nelle basiliche di Santa Trinita e Santa Maria Novella, il restauro del campanile della Badia Fiorentina, dei loggiati degli Uffizi, di Palazzo Lenzi,  della cattedrale di Fiesole, del duomo di Prato, di Arezzo, di Pistoia, di Siena, del Battistero di Pisa e molti altri ancora.
A Firenze lavorò alla sistemazione del vestibolo della Galleria palatina di Palazzo Pitti, dove, nel 1896, realizzò una sala (la Sala della Tazza) e una scala monumentale per separare il percorso dei sovrani da quello dei visitatori.
Questa intensa attività lo portò ad essere membro di diverse accademie e società in tutta Italia, conseguendo numerosi riconoscimenti.
Tuttavia, forse a causa dei numerosi impegni, non fu un pubblicista prolifico
Morì nel 1897 e fu sepolto al cimitero monumentale dell'Antella.